# Bewegungsanalyse (Cary Rick)
Die Bewegungsanalyse ist eine Methode, die auf Cary Rick zurückgeht. Dieser begann sie in den 1980er Jahren während einer kritischen Auseinandersetzung mit der Tanztherapie zu konzipieren. Als er 1994 in der Schweiz das Institut für Bewegungsanalyse zur Ausbildung, Weiterbildung und Forschung gründete, war die Methode und der Lehrplan in wesentlichen Grundzügen formuliert.

## Die Methode
Die Bewegungsanalyse nach Cary Rick dokumentiert die Körperbewegung als motorische Handlungsweise im interaktiven und intersubjektiven Lebensprozess. Beobachtungskriterien, die speziell für diese Methode standardisiert wurden, ermöglichen die Erstellung von motorischen Befunden. Sie erfassen den individuell verfügbaren Bewegungsfundus, unterstützen die Planung und Überprüfung von Interventionen und liefern eine phänomenologische Evidenz für die Auseinandersetzung mit der unbewussten Verkörperung. Darin manifestieren sich Beobachtung und Analyse unmittelbar in der von Rick entwickelten Bewegungsschrift. Ihre Zeichen ordnen spontane Bewegungen als spezifische motorische Phänomene innerhalb eines geschlossenen Konzepts elementarer Bewegungsfertigkeiten ein, die für die funktionale und interaktive Handlungsfähigkeit konstitutiv sind.

## Anwendungsfelder
Die Methode findet Anwendung in verschiedenen Berufsfeldern: Sozial- und Sonderpädagogen, Physiotherapeuten, Lehrer, Psychotherapeuten, Gymnastik- und Bewegungspädagogen, Psychologen, Ärzte und Psychiater.